# Collectio Corbeiensis
Die Collectio Corbeiensis ist eine spätantike Kanones-Sammlung, die nach der Abtei Corbie benannt ist, in der die einzige erhaltene Handschrift (Paris, BnF, lat. 12097) spätestens ab dem achten Jahrhundert aufbewahrt worden war. Sowohl die Sammlung selbst als auch die Handschrift stammen aus dem sechsten Jahrhundert.

## Inhalt
Die Sammlung enthält Kanones und teilweise andere Materialien (Vorworte, Bischofslisten, Symbol) der Konzilien von Ankara, Neocaesarea, Gangra, Ankyra und Nicäa sowie Dekretalen von Innozenz I., Leo I. und anderen Päpsten sowie weitere Materialien (Breviarium Hipponense, littera formata, Schreiben des Kirchenvaters Augustinus).

## Überarbeitung und Rezeption
Wolfgang Kaiser geht davon aus, dass Verbesserungen von anderer Hand in Paris, BnF, lat. 12097 auf Basis der Pithouensis vorgenommen wurden. Der Codex wurde bei Erstellung der Vetus Gallica verwendet. Benedictus Levita benutzte die Corbeiensis und ihre Zusätze (1 2 und 4). Eine weitere Sammlung (die Collectio Bigotiana) schöpft nach Kaiser ebenfalls aus der Corbeiensis in der erhaltenen Fassung.

## Handschrift
Die Sammlung als solche ist nicht ediert, die einzige Handschrift (Paris, BnF, lat. 12097) wurde aber bei der Edition verschiedener Konzilsakten herangezogen und es gibt eine detaillierte Beschreibung der Inhalte bei Kaiser.